# Eugenio Ravà
Eugenio Ravà (Reggio nell'Emilia, 1º maggio 1840 – Parma, 11 luglio 1901) è stato un patriota italiano.

## Biografia
Prese parte, tra l'altro, alla spedizione dei Mille e, a fianco degli unionisti del generale Ulysses Grant, alla guerra di secessione americana. Combatté a Mentana e, sempre con Giuseppe Garibaldi, fu tra i volontari dell'Esercito dei Vosgi accorso a prestare aiuto alla neo-proclamata Terza Repubblica nella guerra franco-prussiana.
Nell'elenco ufficiale dei partecipanti all'impresa pubblicato sulla Gazzetta Ufficiale del Regno d'Italia del 12 novembre 1878, lo si trova al numero 827.